# Abdelmalek Droukdel
Abdelmalek Droukdel (en àrab: عبد المالك درودكال), també conegut pel nom de guerra Abu Musab Abdel Wadoud (en àrab: أبو مصعب عبد الودود), (Meftah, Algèria, 20 d'abril de 1970 - Mali, 3 de juny de 2020) va ser un activista polític algerià de religió musulmana salafista, emir del grup armat islamista Al-Qaida del Magrib Islàmic (AQMI), anteriorment Grup Salafista per a la Predicació i el Combat (GSPC).

## Vida i educació primerenques
Droukdel va néixer el 20 d'abril del 1970 a Meftah, Algèria. Va obtenir el títol de llicenciat en matemàtiques per la Universitat de Blida abans de formar part de la insurgència el 1996.

## Guerra afganesa, Guerra civil algeriana i GSPC
Droukdel va tornar a Algèria després de lluitar a la Guerra civil afganesa i es va incorporar al Grup Salafista per a la Predicació i el Combat (GSPC). Va esdevenir el líder regional del GSPC durant diversos anys abans de convertir-se en comandant del grup l'any 2004, després de la mort del llavors líder Nabil Sahraoui. El seu mentor va ser Abu Mussab al Zarqauí. Després de l'assassinat de Zarqauí el 2006, Droukdel va publicar un comunicat en un lloc web i va declarar: «O infidels i apòstates, la vostra alegria serà breu i plorareu molt de temps […] tots som Zarqauí». Es creu que Droukdel va ser l'encarregat d'introduir els atemptats suïcides a Algèria.

## Emir d'AQMI
Sota el seu lideratge, el GSPC pretenia desenvolupar-se des d'una entitat majoritàriament domèstica fins a convertir-se en un actor més important a l'escena gihadista internacional. Com a novetat, va reorganitzar el grup i va continuar dirigint-se als civils. No va ser, però, incapaç d'aguantar els xocs entre faccions. Al setembre de 2006, es va anunciar que el GSPC va sumar forces amb Al-Qaida i, el gener de 2007, el grup va canviar oficialment de nom per «Al-Qaida del Magreb Islàmic» (AQMI). Droukdel va tenir un paper important en aquesta fusió. No obstant això, els líders locals de l'organització com Droukdel van començar a dur a terme activitats molt més independents i es van distanciar d'Al-Qaida el darrer trimestre de 2012.
Droukdel va expulsar Mokhtar Belmokhtar de l'organització a finals del 2012 pel «comportament fracturant» de Belmokhtar. Els periodistes van descobrir un document atribuït a Droukdel i datat a 20 de juliol de 2012 a Timbuctu que criticava els militants per haver aplicat la llei islàmica massa ràpidament a Mali. Creia que la destrucció dels santuaris provocaria la intervenció dels governs occidentals al país.

## Designació
El desembre del 2007, el Departament del Tresor dels Estats Units li va imposar sancions financeres i va congelar els actius de Droukdel, d'acord amb l'Ordre Executiva 13224.

## Mort
El 5 de juny de 2020 el govern francès va informar que Droukdel, i els membres del seu cercle més proper, havien estat assassinats per les seves forces en una operació al nord de Mali dos dies abans.